# Lijst van voetbalinterlands Frankrijk - Noorwegen
Deze lijst van voetbalinterlands is een overzicht van alle officiële voetbalwedstrijden tussen de nationale teams van Frankrijk en Noorwegen. De landen speelden tot op heden zestien keer tegen elkaar. De eerste ontmoeting, een vriendschappelijke wedstrijd, werd gespeeld in Oslo op 11 juni 1922. Het laatste duel, eveneens een vriendschappelijke wedstrijd, vond plaats op 27 mei 2014 in Saint-Denis.

## Wedstrijden
| №  | Plaats      | Datum             | Competitie           | Wedstrijd             | Uitslag |
| -- | ----------- | ----------------- | -------------------- | --------------------- | ------- |
| 1  | Oslo        | 11 juni 1922      | Vriendschappelijk    | Noorwegen – Frankrijk | 7 – 0   |
| 2  | Parijs      | 28 oktober 1923   | Vriendschappelijk    | Frankrijk – Noorwegen | 0 – 2   |
| 3  | Parijs      | 11 november 1964  | WK 1966 kwalificatie | Frankrijk – Noorwegen | 1 – 0   |
| 4  | Oslo        | 15 september 1965 | WK 1966 kwalificatie | Noorwegen – Frankrijk | 0 – 1   |
| 5  | Straatsburg | 6 november 1968   | WK 1970 kwalificatie | Frankrijk – Noorwegen | 0 – 1   |
| 6  | Oslo        | 10 september 1969 | WK 1970 kwalificatie | Noorwegen – Frankrijk | 1 – 3   |
| 7  | Lyon        | 11 november 1970  | EK 1972 kwalificatie | Frankrijk – Noorwegen | 3 – 1   |
| 8  | Oslo        | 8 september 1971  | EK 1972 kwalificatie | Noorwegen – Frankrijk | 1 – 3   |
| 9  | Oslo        | 16 juni 1987      | EK 1988 kwalificatie | Noorwegen – Frankrijk | 2 – 0   |
| 10 | Parijs      | 14 oktober 1987   | EK 1988 kwalificatie | Frankrijk – Noorwegen | 1 – 1   |
| 11 | Parijs      | 28 september 1988 | WK 1990 kwalificatie | Frankrijk – Noorwegen | 1 – 0   |
| 12 | Oslo        | 5 september 1989  | WK 1990 kwalificatie | Noorwegen – Frankrijk | 1 – 1   |
| 13 | Oslo        | 22 juli 1995      | Vriendschappelijk    | Noorwegen – Frankrijk | 0 – 0   |
| 14 | Marseille   | 25 februari 1998  | Vriendschappelijk    | Frankrijk – Noorwegen | 3 – 3   |
| 15 | Oslo        | 11 augustus 2010  | Vriendschappelijk    | Noorwegen – Frankrijk | 2 – 1   |
| 16 | Saint-Denis | 27 mei 2014       | Vriendschappelijk    | Frankrijk − Noorwegen | 4 − 0   |

## Samenvatting
| Competitie        | Totaal gespeeld | Winst Frankrijk | Gelijk | Winst Noorwegen | Doelsaldo Frankrijk – Noorwegen |
| ----------------- | --------------- | --------------- | ------ | --------------- | ------------------------------- |
| WK-kwalificatie   | 6               | 4               | 1      | 1               | 7 − 3                           |
| EK-kwalificatie   | 4               | 2               | 1      | 1               | 7 − 5                           |
| Vriendschappelijk | 6               | 1               | 2      | 3               | 8 − 14                          |
| Totaal            | 16              | 7               | 4      | 5               | 22 − 22                         |

## Details

### Vijfde ontmoeting
| Frankrijk | 0 – 1 | Noorwegen       |
|           | goals | 67' Odd Iversen |

### Zesde ontmoeting
| Noorwegen              | 1 – 3 | Frankrijk                                            |
| Ola Dybwad Olsen 90+2' | goals | 9' Hervé Revelli 48' Hervé Revelli 77' Hervé Revelli |

### Zevende ontmoeting
| Frankrijk                                        | 3 – 1 | Noorwegen       |
| Louis Floch 30' Georges Lech 55' Michel Mézy 63' | goals | 79' Olav Nilsen |

### Achtste ontmoeting
| Noorwegen            | 1 – 3 | Frankrijk                                                  |
| Ola Dybwad Olsen 80' | goals | 33' Jacques Vergnes 34' Charly Loubet 49' Bernard Blanchet |

### Negende ontmoeting
| Noorwegen                              | 2 – 0 | Frankrijk |
| Per-Edmund Mordt 71' Jörn Andersen 80' | goals |           |

### Tiende ontmoeting
| Frankrijk            | 1 – 1 | Noorwegen         |
| Philippe Fargeon 63' | goals | 79' Thomas Sundby |

### Elfde ontmoeting
| Frankrijk             | 1 – 0 | Noorwegen |
| Jean-Pierre Papin 84' | goals |           |

### Twaalfde ontmoeting
| Noorwegen         | 1 – 1 | Frankrijk             |
| Rune Bratseth 84' | goals | 40' Jean-Pierre Papin |

### Dertiende ontmoeting
| Noorwegen | 0 – 0 | Frankrijk |
|           | goals |           |

### Veertiende ontmoeting
|                                                             |       |                                                                |
| Frankrijk                                                   | 3 – 3 | Noorwegen                                                      |
| Laurent Blanc 23' Zinédine Zidane 28' Marcel Desailly 90+2' | goals | 13' (pen.) Frank Strandli 68' Tore André Flo 89' Vegard Heggem |
| - Debuut van Vegard Heggem (Rosenborg BK) voor Noorwegen.   |       |                                                                |

### Vijftiende ontmoeting
| |       |                    |
| Noorwegen | 2 – 1 | Frankrijk          |
| Erik Huseklepp 51' Erik Huseklepp 71' | goals | 48' Hatem Ben Arfa |
| - Debuut van Stéphane Ruffier (AS Monaco), Adil Rami (Lille), Aly Cissokho (Olympique Lyonnais), Yann M'Vila (Stade Rennes), Yohan Cabaye (Lille), Charles N'Zogbia (Wigan Athletic), Jérémy Ménez (AS Roma) en Guillaume Hoarau (Paris SG) voor Frankrijk. |       |                    |

### Zestiende ontmoeting
| Vriendschappelijk (Saint-Denis, Frankrijk, 27 mei 2014):                                                                                            |       |           |
| Frankrijk | 4 – 0 | Noorwegen |
| Paul Pogba 15' Olivier Giroud 51' Loïc Rémy 67' Olivier Giroud 69'                                                                                  | goals |           |
| - Debuut van Rémy Cabella (Montpellier HSC) voor Frankrijk. - Debuut van Stian Ringstad (Lillestrøm SK) en Jone Samuelsen (Odds BK) voor Noorwegen. |       |           |

FFF · A-internationals · Selecties · Bondscoaches · Frans vrouwenelftal · Olympisch elftal · Frankrijk U21 · Frankrijk U20 · Frankrijk U19 · Frankrijk U18 · Frankrijk U17 · Frankrijk U16 · Vrouwen U17
1904 – 1919 ·
1920 – 1929 ·
1930 – 1939 ·
1940 – 1949 ·
1950 – 1959 ·
1960 – 1969 ·
1970 – 1979 ·
1980 – 1989 ·
1990 – 1999 ·
2000 – 2009 ·
2010 – 2019 ·
2020 – 2029
EK's: 1984 · 
1992 · 
1996 · 
2000 · 
2004 · 
2008 · 
2012 · 
2016 · 
2020 · 
2024
WK's: 1930 · 
1934 · 
1938 · 
1954 · 
1958 · 
1966 · 
1978 · 
1982 · 
1986 · 
1998 · 
2002 · 
2006 · 
2010 · 
2014 · 
2018 · 
2022
OS: 1900 · 
1908 · 
1920 · 
1924 · 
1948 · 
1952 · 
1960 · 
1968 · 
1976 · 
1984 · 
1996 · 
2020
1904 · 
1905 · 
1906 · 
1907 · 
1908 · 
1909 · 
1910 · 
1911 · 
1912 · 
1913 · 
1914 · 
1915 · 1916 · 1917 · 1918 · 
1919 · 
1920 · 
1921 · 
1922 · 
1923 · 
1924 · 
1925 · 
1926 · 
1927 · 
1928 · 
1929 · 
1930 · 
1931 · 
1932 · 
1933 · 
1934 · 
1935 · 
1936 · 
1937 · 
1938 · 
1939 · 
1940 · 1941  · 
1942 · 
1943 · 1944  · 
1945 · 
1946 · 
1947 · 
1948 · 
1949 · 
1950 · 
1951 · 
1952 · 
1953 · 
1954 · 
1955 · 
1956 · 
1957 · 
1958 · 
1959 ·
1960 · 
1961 · 
1962 · 
1963 · 
1964 · 
1965 · 
1966 · 
1967 · 
1968 · 
1969 ·
1970 · 
1971 · 
1972 · 
1973 · 
1974 · 
1975 · 
1976 · 
1977 · 
1978 · 
1979 ·
1980 · 
1981 · 
1982 · 
1983 · 
1984 · 
1985 · 
1986 · 
1987 · 
1988 · 
1989 · 
1990 · 
1991 · 
1992 · 
1993 · 
1994 · 
1995 · 
1996 · 
1997 · 
1998 · 
1999 · 
2000 · 
2001 · 
2002 · 
2003 · 
2004 · 
2005 · 
2006 · 
2007 · 
2008 · 
2009 · 
2010 · 
2011 · 
2012 · 
2013 · 
2014 · 
2015 · 
2016 · 
2017 · 
2018 ·
2019 ·
2020 ·
2021 ·
2022 ·
2023
Albanië ·
Algerije ·
Andorra ·
Argentinië ·
Armenië ·
Australië ·
Azerbeidzjan ·
België ·
Bolivia ·
Bosnië en Herzegovina ·
Brazilië ·
Bulgarije ·
Canada ·
Chili ·
China ·
Colombia ·
Costa Rica ·
Cyprus ·
Denemarken ·
Duitse Democratische Republiek ·
Duitsland ·
Ecuador ·
Egypte ·
Engeland ·
Estland ·
Faeröer ·
Finland ·
Georgië ·
Gibraltar ·
Griekenland ·
Honduras ·
Hongarije ·
Ierland ·
IJsland ·
Iran ·
Israël ·
Italië ·
Ivoorkust ·
Jamaica ·
Japan ·
Joegoslavië ·
Kameroen ·
Kazachstan ·
Koeweit ·
Kroatië ·
Letland ·
Litouwen ·
Luxemburg ·
Malta ·
Marokko ·
Mexico ·
Moldavië ·
Nederland ·
Nieuw-Zeeland ·
Nigeria ·
Noord-Ierland ·
Noorwegen ·
Oekraïne ·
Oostenrijk ·
Paraguay ·
Peru · 
Polen ·
Portugal ·
Roemenië ·
Rusland ·
Saoedi-Arabië ·
Schotland ·
Senegal ·
Servië ·
Slovenië ·
Slowakije ·
Sovjet-Unie ·
Spanje ·
Togo ·
Tsjechië ·
Tsjecho-Slowakije ·
Tunesië ·
Turkije ·
Uruguay ·
Verenigde Staten ·
Wales ·
Wit-Rusland ·
Zuid-Afrika ·
Zuid-Korea ·
Zweden ·
Zwitserland
Albanië (2016) ·
Argentinië (2018) ·
Argentinië (2022) ·
Australië (2018) · 
België (1904) · 
België (2018) · 
Brazilië (1998) · 
Brazilië (2006) · 
Denemarken (2002) · 
Denemarken (2018) ·
Duitsland (2014) · 
Duitsland (2021) · 
Ecuador (2014) · 
Engeland (1982) · 
Engeland (2012) · 
Engeland (2022) ·
Honduras (2014) · 
Hongarije (2021) · 
Italië (2000) · 
Italië (2006) · 
Italië (2008) · 
Japan (2001) · 
Kameroen (2003) · 
Koeweit (1982) · 
Kroatië (2018) · 
Marokko (2022) ·
Mexico (2010) · 
Nederland (2008) · 
Nigeria (2014) ·
Noord-Ierland (1982) · 
Oekraïne (2012) · 
Oostenrijk (1982) · 
Peru (2018) · 
Polen (1982) · 
Polen (2022) ·
Portugal (2006) · 
Portugal (2016) ·
Portugal (2021) ·
Roemenië (2008) ·
Roemenië (2016) ·
Senegal (2002) · 
Spanje (1984) ·
Spanje (2006) ·
Spanje (2012) ·
Spanje (2021) ·
Togo (2006) ·
Tsjecho-Slowakije (1982) ·
Uruguay (2002) ·
Uruguay (2010) ·
Uruguay (2018) ·
Zuid-Afrika (2010) ·
Zuid-Korea (2006) ·
Zweden (2012) ·
Zwitserland (2006) ·
Zwitserland (2014) ·
Zwitserland (2016) ·
Zwitserland (2021)
NFF · A-internationals · Selecties · Bondscoaches · Noors vrouwenelftal · Olympisch elftal · Noorwegen U21 · Noorwegen U20 · Noorwegen U19 · Noorwegen U18 · Noorwegen U17 · Noorwegen U16 · Vrouwen U17
1908 – 1919 ·
1920 – 1929 ·
1930 – 1939 ·
1940 – 1949 ·
1950 – 1959 ·
1960 – 1969 ·
1970 – 1979 ·
1980 – 1989 ·
1990 – 1999 ·
2000 – 2009 ·
2010 – 2019 ·
2020 − 2029
EK 2000
WK 1938 ·
WK 1994 ·
WK 1998
OS 1912 · 
OS 1920 · 
OS 1936 · 
OS 1952 · 
OS 1984
1908 ·
1909 ·
1910 ·
1911 ·
1912 · 
1913 · 
1914 · 
1915 · 
1916 · 
1917 · 
1918 · 
1919 · 
1920 · 
1921 · 
1922 · 
1923 · 
1924 · 
1925 · 
1926 · 
1927 · 
1928 · 
1929 · 
1930 · 
1931 · 
1932 · 
1933 · 
1934 · 
1935 · 
1936 · 
1937 · 
1938 · 
1939 · 
1940 – 1944 · 
1945 · 
1946 · 
1947 · 
1948 · 
1949 · 
1950 · 
1952 · 
1952 · 
1953 · 
1954 · 
1955 · 
1956 · 
1957 · 
1958 · 
1959 · 
1960 · 
1961 · 
1962 · 
1963 · 
1964 · 
1965 · 
1966 · 
1967 · 
1968 · 
1969 · 
1970 · 
1971 · 
1972 · 
1973 · 
1974 · 
1975 · 
1976 · 
1977 · 
1978 · 
1979 · 
1980 · 
1981 · 
1982 · 
1983 · 
1984 · 
1985 · 
1986 · 
1987 · 
1988 · 
1989 · 
1990 ·
1991 · 
1992 · 
1993 · 
1994 · 
1995 · 
1996 · 
1997 · 
1998 · 
1999 · 
2000 · 
2001 · 
2002 · 
2003 · 
2004 · 
2005 · 
2006 · 
2007 · 
2008 · 
2009 · 
2010 · 
2011 · 
2012 · 
2013 · 
2014 · 
2015 · 
2016 · 
2017 · 
2018 ·
2019 ·
2020 ·
2021 ·
2022 ·
2023 ·
2024
Albanië ·
Argentinië ·
Armenië ·
Australië ·
Azerbeidzjan ·
Bahrein ·
België ·
Bermuda ·
Bosnië en Herzegovina ·
Brazilië ·
Bulgarije ·
China ·
Colombia ·
Costa Rica ·
Cyprus ·
Denemarken ·
DDR ·
Duitsland ·
Egypte ·
Engeland ·
Estland ·
Faeröer ·
Finland ·
Frankrijk ·
Georgië ·
Ghana ·
Gibraltar ·
Grenada ·
Griekenland ·
Guatemala ·
Honduras ·
Hongarije ·
Hongkong ·
Ierland ·
IJsland ·
Israël ·
Italië ·
Jamaica ·
Japan ·
Joegoslavië ·
Jordanië ·
Kameroen ·
Kazachstan ·
Koeweit ·
Kosovo ·
Kroatië ·
Letland ·
Litouwen ·
Luxemburg ·
Malta ·
Marokko ·
Mexico ·
Moldavië ·
Montenegro ·
Nederland ·
Nieuw-Zeeland ·
Nigeria ·
Noord-Ierland ·
Noord-Korea ·
Noord-Macedonië ·
Oekraïne ·
Oman ·
Oostenrijk ·
Panama ·
Paraguay ·
Polen ·
Portugal ·
Qatar ·
Roemenië ·
Rusland ·
Saarland ·
San Marino ·
Saoedi-Arabië ·
Schotland ·
Senegal ·
Servië ·
Servië en Montenegro ·
Singapore ·
Slovenië ·
Slowakije ·
Sovjet-Unie ·
Spanje ·
Thailand ·
Trinidad en Tobago ·
Tsjechië ·
Tsjecho-Slowakije ·
Tunesië ·
Turkije ·
Uruguay ·
Verenigde Arabische Emiraten ·
Verenigde Staten ·
Verenigd Koninkrijk ·
Wales ·
Wit-Rusland ·
Zuid-Afrika ·
Zuid-Korea ·
Zweden ·
Zwitserland